# Bojan Pajtić
Dr Bojan Pajtić (Senta, 1970.) bio je predsjednik Vlade Autonomne Pokrajine Vojvodine od 2004. do 2016. godine.
Osnovnu i srednju školu (pravni smjer) završio je u rodnom gradu. Diplomirao je na Pravnom fakultetu u Novom Sadu, gdje je listopada 1996. godine izabran za zvanje asistenta pripravnika na predmetu Obligacijsko pravo. Na matičnom fakultetu obranio je magistarsku tezu pod nazivom Fiducijalni sporazumi kao sredstvo obezbeđenja obligaciono-pravnih potraživanja. Objavljivao je redove u časopisima Zbornik radova Pravnog fakulteta u Novom Sadu, Zbornik radova Pravnog fakulteta u Nišu, Pravo teorija i praksa i Pravni život. Početkom 2000. godine preuzima dužnost člana Izvršnog odbora Skupštine grada Novog Sada, zaduženog za opću upravu i propise. Nakon lokalnih izbora u rujnu iste godine izabran je za potpredsjednika Izvršnog odbora. U toku cijelog prethodnog skupštinskog saziva obavljao je dužnost Zakonodavnog odbora Narodne skupštine Republike Srbije. Član je Demokratske stranke. Pored srpskog, govori engleski i mađarski jezik.

## Vanjske poveznice
- (srpski) Predsjednik Vlade AP Vojvodine  Arhivirana inačica izvorne stranice od 6. veljače 2013. (Wayback Machine)